# Mechanic Falls (condado de Androscoggin)
Mechanic Falls es un lugar designado por el censo ubicado en el condado de Androscoggin en el estado estadounidense de Maine. En el Censo de 2010 tenía una población de 2.237 habitantes y una densidad poblacional de 157,81 personas por km².

## Geografía
Mechanic Falls se encuentra ubicado en las coordenadas 44°6′42″N 70°23′39″O / 44.11167, -70.39417. Según la Oficina del Censo de los Estados Unidos, Mechanic Falls tiene una superficie total de 14.18 km², de la cual 13.84 km² corresponden a tierra firme y (2.38%) 0.34 km² es agua.

## Demografía
Según el censo de 2010, había 2.237 personas residiendo en Mechanic Falls. La densidad de población era de 157,81 hab./km². De los 2.237 habitantes, Mechanic Falls estaba compuesto por el 97.05% blancos, el 0.36% eran afroamericanos, el 0.45% eran amerindios, el 0.31% eran asiáticos, el 0% eran isleños del Pacífico, el 0.22% eran de otras razas y el 1.61% pertenecían a dos o más razas. Del total de la población el 0.72% eran hispanos o latinos de cualquier raza.